# Copa Intertoto 1987
La Copa Intertoto 1987 fue la 27ª edición de este torneo de fútbol a nivel de clubes de Europa. Participaron 32 equipos de países miembros de la UEFA, 16 menos que en la edición anterior.
No hubo un campeón específico, ya que los vencedores de cada grupo se llevaron la copa, pero se considera como el campeón al Brøndby de Dinamarca por ser el club que mostró el mejor rendimiento durante el torneo.

## Fase de grupos
Los 32 equipos fueron distribuidos en 8 grupos de 4 equipos cada uno, en donde el ganador de cada grupo ganó la copa y el premio monetario del torneo.

### Grupo 1
| Club            | G | E | P | GF | GC | Pts. |
| --------------- | - | - | - | -- | -- | ---- |
| Carl Zeiss Jena | 2 | 3 | 1 | 10 | 6  | 7    |
| AGF             | 2 | 3 | 1 | 8  | 7  | 7    |
| Vasas           | 2 | 1 | 3 | 10 | 11 | 5    |
| Lausanne Sports | 2 | 1 | 3 | 8  | 12 | 5    |

|     | CZJ | AAR | VAS | LAU |
| --- | --- | --- | --- | --- |
| CZJ |     | 2-2 | 2-2 | 3-0 |
| AAR | 1-1 |     | 1-0 | 2-1 |
| VAS | 0-2 | 2-1 |     | 5-3 |
| LAU | 1-0 | 1-1 | 2-1 |     |

### Grupo 2
| Club              | G | E | P | GF | GC | Pts. |
| ----------------- | - | - | - | -- | -- | ---- |
| Pogoń Szczecin    | 5 | 0 | 1 | 20 | 8  | 10   |
| Magdeburg         | 3 | 1 | 2 | 9  | 6  | 7    |
| Hammarby          | 3 | 1 | 2 | 8  | 8  | 7    |
| La Chaux-de-Fonds | 0 | 0 | 6 | 6  | 21 | 0    |

|     | POG | MAG | HAM | LCF |
| --- | --- | --- | --- | --- |
| POG |     | 3-1 | 3-0 | 6-3 |
| MAG | 2-1 |     | 0-0 | 5-1 |
| HAM | 2-3 | 1-0 |     | 2-1 |
| LCF | 0-4 | 0-1 | 1-3 |     |

### Grupo 3
| Club          | G | E | P | GF | GC | Pts. |
| ------------- | - | - | - | -- | -- | ---- |
| Wismut Aue    | 4 | 2 | 0 | 13 | 9  | 10   |
| Spartak Varna | 2 | 3 | 1 | 10 | 10 | 7    |
| Újpesti Dózsa | 2 | 1 | 3 | 12 | 13 | 5    |
| Halmstad      | 1 | 2 | 3 | 7  | 10 | 4    |

|     | WIS | SPA | ÚJP | HAL |
| --- | --- | --- | --- | --- |
| WIS |     | 2-2 | 3-0 | 2-1 |
| SPA | 2-2 |     | 2-0 | 2-0 |
| ÚJP | 3-3 | 5-1 |     | 4-2 |
| HAL | 1-1 | 1-1 | 2-0 |     |

### Grupo 4
| Club                | G | E | P | GF | GC | Pts. |
| ------------------- | - | - | - | -- | -- | ---- |
| Tatabánya           | 5 | 0 | 1 | 16 | 3  | 10   |
| Næstved             | 3 | 1 | 2 | 16 | 13 | 7    |
| Bellinzona          | 2 | 0 | 4 | 5  | 16 | 4    |
| DAC Dunajská Streda | 1 | 1 | 4 | 9  | 14 | 3    |

|     | TAT | NAE | BEL | DAC |
| --- | --- | --- | --- | --- |
| TAT |     | 3-1 | 2-0 | 6-1 |
| NAE | 0-4 |     | 7-0 | 3-2 |
| BEL | 1-0 | 2-3 |     | 2-0 |
| DAC | 0-1 | 2-2 | 4-0 |     |

### Grupo 5
| Club             | G | E | P | GF | GC | Pts. |
| ---------------- | - | - | - | -- | -- | ---- |
| Malmö            | 3 | 1 | 2 | 12 | 5  | 7    |
| Grasshopper      | 2 | 3 | 1 | 10 | 9  | 7    |
| Videoton         | 2 | 1 | 3 | 9  | 11 | 5    |
| Bohemians Prague | 2 | 1 | 3 | 7  | 13 | 5    |

|     | MAL | GRA | VID | BOH |
| --- | --- | --- | --- | --- |
| MAL |     | 2-0 | 4-0 | 3-0 |
| GRA | 2-2 |     | 3-3 | 3-1 |
| VID | 1-0 | 0-1 |     | 4-1 |
| BOH | 2-1 | 1-1 | 2-1 |     |

### Grupo 6
| Club           | G | E | P | GF | GC | Pts. |
| -------------- | - | - | - | -- | -- | ---- |
| AIK            | 3 | 2 | 1 | 9  | 3  | 8    |
| Plastika Nitra | 3 | 1 | 2 | 8  | 7  | 7    |
| Lyngby         | 2 | 1 | 3 | 5  | 10 | 5    |
| Lech Poznań    | 1 | 2 | 3 | 5  | 7  | 4    |

|     | AIK | NIT | LYN | LEC |
| --- | --- | --- | --- | --- |
| AIK |     | 0-0 | 3-1 | 4-1 |
| NIT | 1-0 |     | 4-1 | 2-1 |
| LYN | 0-2 | 2-1 |     | 0-0 |
| LEC | 0-0 | 3-0 | 0-1 |     |

### Grupo 7
| Club                | G | E | P | GF | GC | Pts. |
| ------------------- | - | - | - | -- | -- | ---- |
| Etar Veliko Tarnovo | 3 | 1 | 2 | 13 | 7  | 7    |
| RH Cheb             | 2 | 3 | 1 | 9  | 9  | 7    |
| IFK Norrköping      | 2 | 2 | 2 | 10 | 10 | 6    |
| Rot-Weiss Erfurt    | 1 | 2 | 3 | 5  | 11 | 4    |

|     | EVT | RHC | NOR | RWE |
| --- | --- | --- | --- | --- |
| EVT |     | 5-2 | 3-1 | 3-0 |
| RHC | 3-2 |     | 2-2 | 0-0 |
| NOR | 1-0 | 0-0 |     | 3-1 |
| RWE | 0-0 | 0-2 | 4-3 |     |

### Grupo 8
| Club             | G | E | P | GF | GC | Pts. |
| ---------------- | - | - | - | -- | -- | ---- |
| Brøndby          | 6 | 0 | 0 | 21 | 4  | 12   |
| VfL Bochum       | 2 | 2 | 2 | 9  | 6  | 6    |
| Beitar Jerusalem | 2 | 1 | 3 | 3  | 11 | 5    |
| Bnei Yehuda      | 0 | 1 | 5 | 4  | 16 | 1    |

|     | BRO | BOC | BEI | BNE |
| --- | --- | --- | --- | --- |
| BRO |     | 1-0 | 6-0 | 7-1 |
| BOC | 2-3 |     | 4-0 | 1-0 |
| BEI | 0-1 | 0-0 |     | 2-0 |
| BNE | 1-3 | 2-2 | 0-1 |     |